# Rhamnus lycioides
Espèce
Synonymes
- Atulandra arragonensis Raf.[1]
- Verlangia sicula Neck. ex Raf.[1]

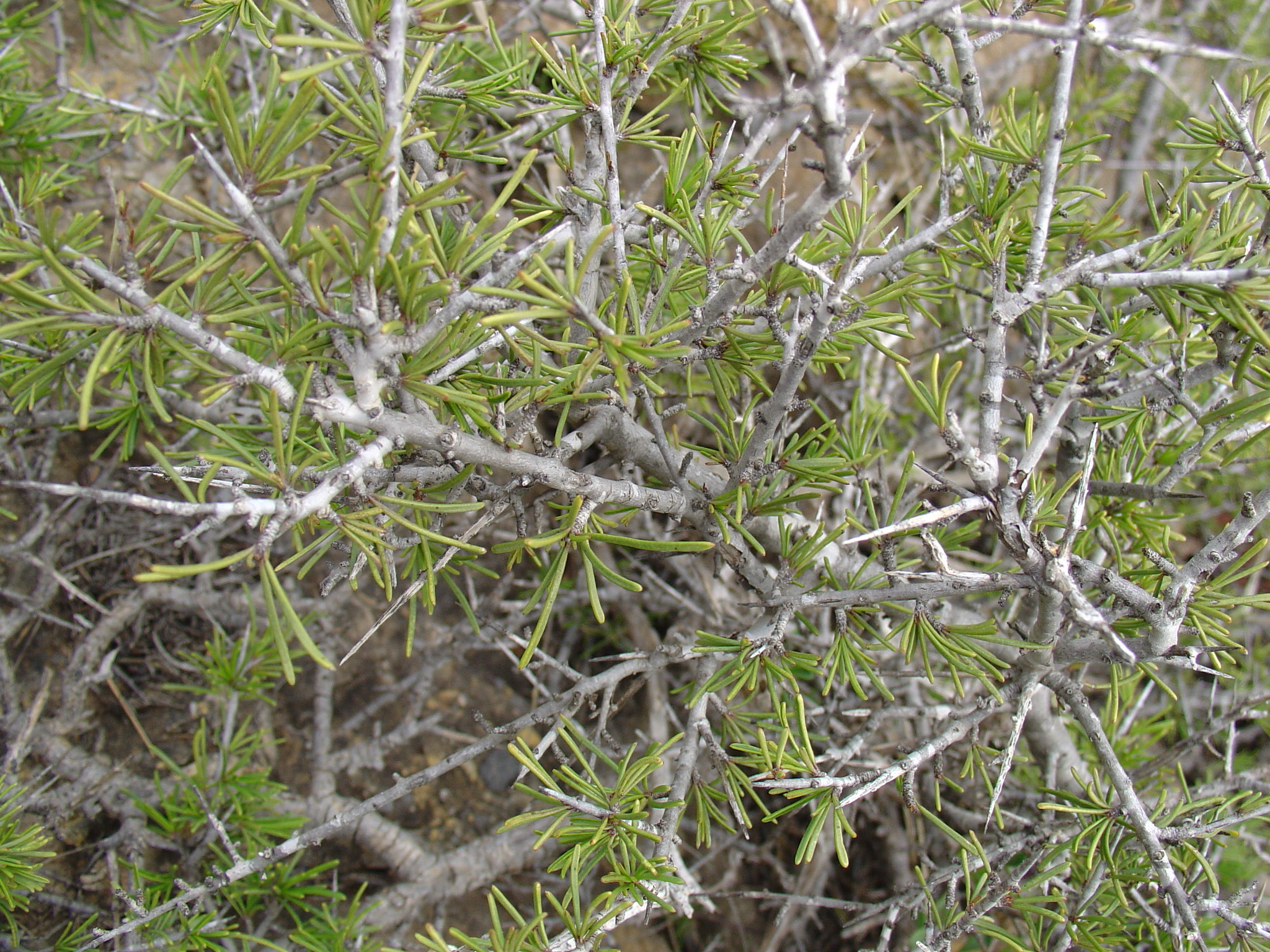
Détail des branches.

Rhamnus lycioides, l' Aubépine noire, l' Argousier européen  ou encore l' Argousier de la Méditerranée, est une espèce de plantes à fleurs de la famille des Rhamnaceae. C’est un arbuste atteignant environ 1 mètre de haut. On le trouve dans la région méditerranéenne  dans le sud de l'Europe et en Afrique du Nord. Son nom scientifique lycioides fait référence à sa ressemblance avec le genre botanique Lycium.

## La description

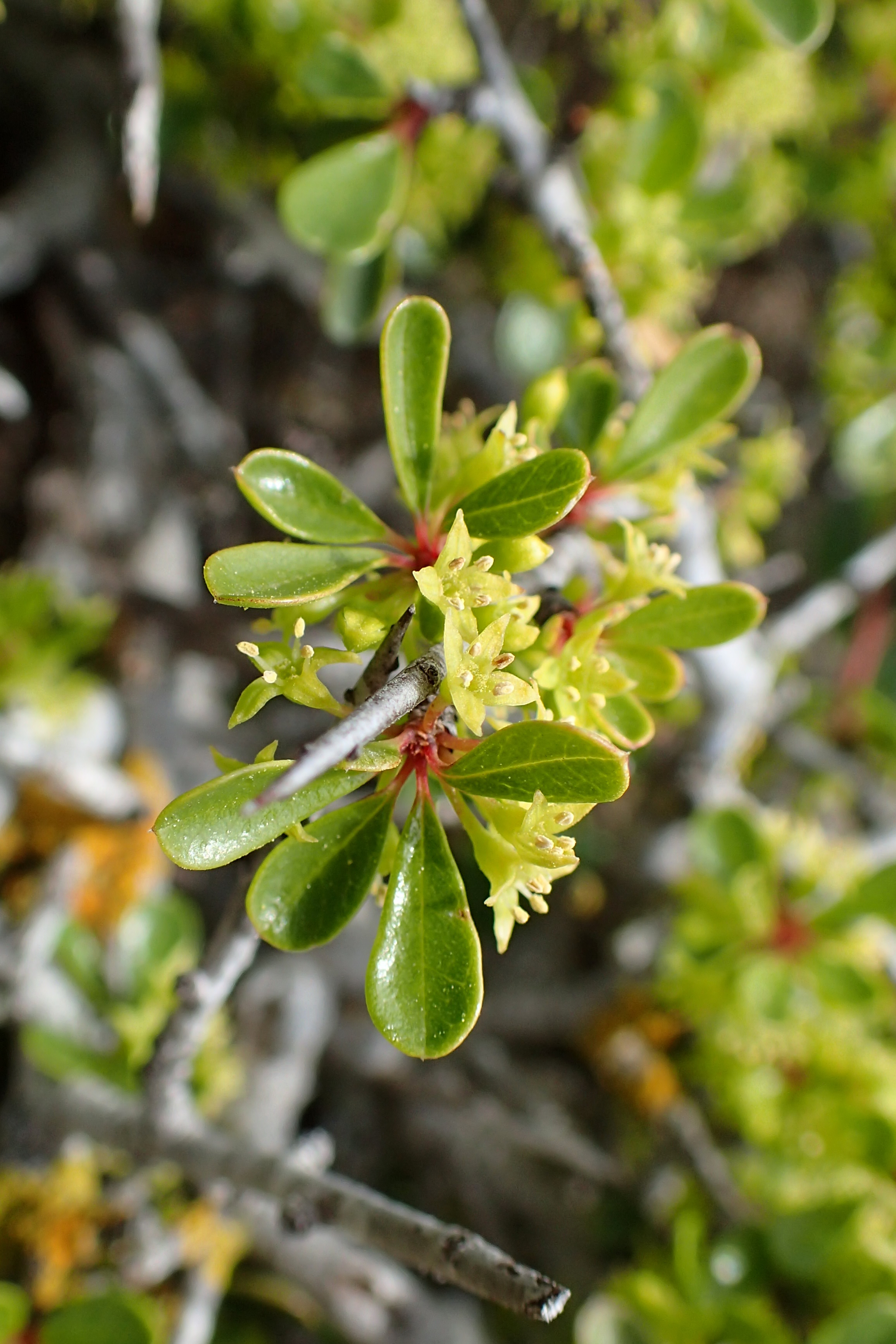
Rhamnus lycioides en Grèce

Rhamnus lycioides est un arbuste à croissance lente, adapté au climat méditerranéen sec. C'est un arbuste à feuilles caduques ou à feuilles persistantes de 1,5–3 mètres de haut à la forme enchevêtrée, épineuse et à plusieurs branches. L'écorce est grisâtre et les jeunes tiges sont surmontées d'une épine.
Les feuilles sont vert clair et mesurent 0,5 à 3,5 cm de long et 0,3 à 1 pouce de large. La pointe est obtuse à apiculée. La feuille est entière, linéaire à obovale, glabre, étroite et allongée, parfois légèrement élargie vers le sommet. Elles sont parfois coriaces et persistantes. Les nervures latérales ont peu ou pas de marques sur le dessous.
Les fleurs jaunes sont discrètes, debout en groupes et apparaissent en hiver. Le calice montre quatre coins pointus. Les fleurs sont très petites, solitaires ou groupées à l'aisselle des feuilles, jaune verdâtre avec 4 lobes triangulaires. Les pétales sont rudimentaires ou inexistants.
Les fruits sont ovoïdes, jaunâtres, de 4 à 6 millimètres. La baie contient une seule graine ou plus, selon la sous-espèce.
Il ne fleurit pas et ne porte pas de fruits en même temps. Plusieurs spécimens d'une même population portent leurs fruits au cours de mois différents, ce qui élargit la disponibilité de l'espèce comme aliment pour les oiseaux qui dispersent leurs graines. La baie est purgative, très amère, et en grande quantité est toxique pour l'Homme.

## Sous-espèces
Cinq sous-espèces sont reconnues :
- Rhamnus lycioides subsp. lycioides [4]
- Rhamnus lycioides subsp. atlantica (Murb.) Jahand. & Maire
- Rhamnus lycioides subsp. graeca (Boiss. & Reut.) Tutin [5]
- Rhamnus lycioides subsp. oleoides (L.) Jahand. & Maire [6]
- Rhamnus lycioides subsp. Velutina (Boiss.) Tutin [7]

Rhamnus lycioides subsp. atlantica (Murb.) Jahand. & Maire est maintenant connu sous le nom de Rhamnus atlantica.

## Écologie

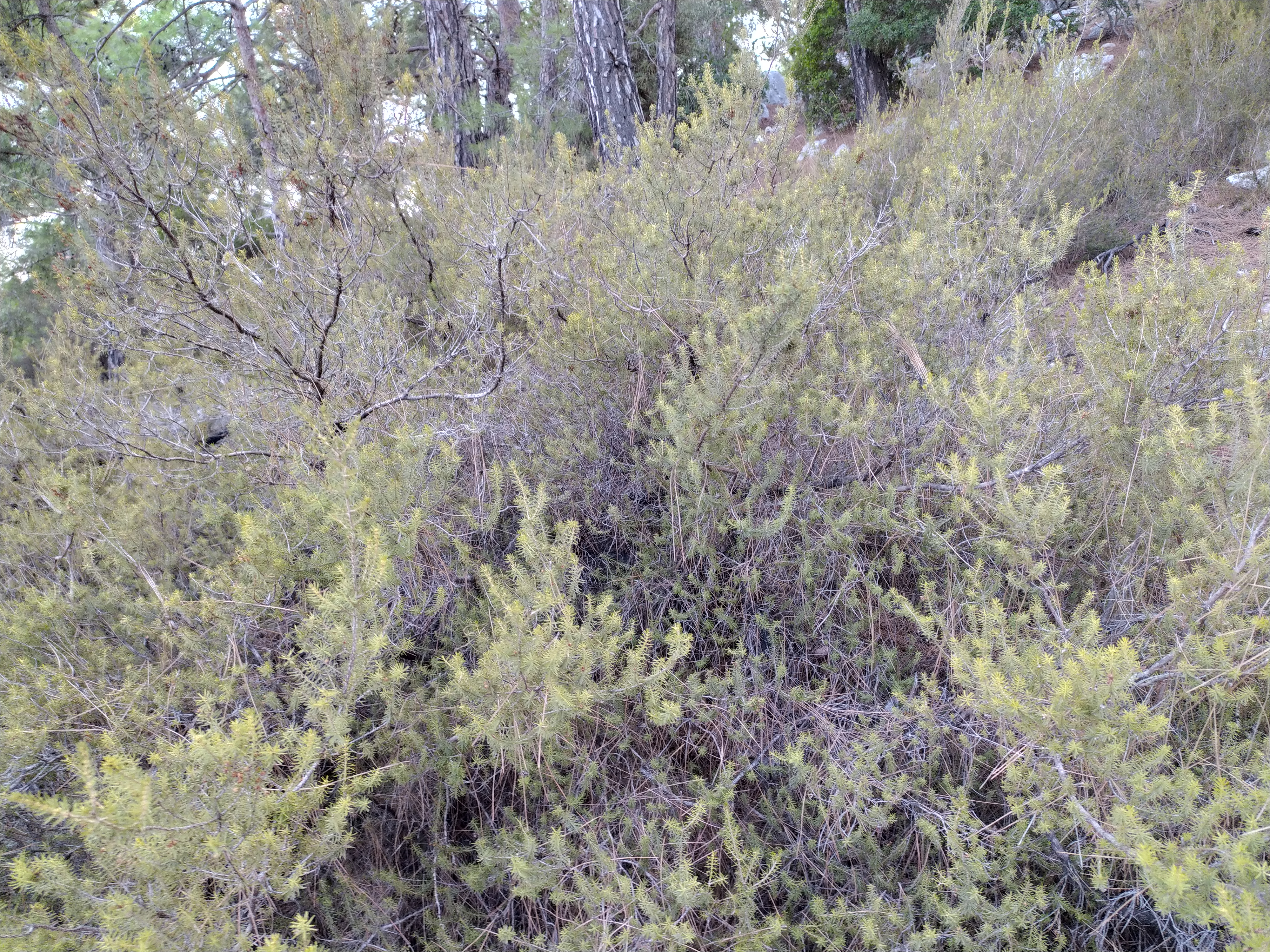
en Turquie

La péninsule ibérique est répartie dans le centre, l'est et le sud et son habitat naturel est constitué de forêts sclérophylles et de bois de pins, de chênes, de chênes verts et de chêne kermès.
L'espèce est présente dans la région méditerranéenne, en particulier en Espagne et dans les îles Baléares. Il pousse également sur les îles et îlots méditerranéens, en Afrique du Nord, dans la péninsule des Apennins et dans l'ex-Yougoslavie sur des sols rocheux et pauvres en éléments nutritifs.
La plante apparaît dans les forêts sclérophylles, les garrigues et même solitaire dans les zones arides très dégradées en tant qu'espèce pionnière, étant capable de résister au surpâturage et au piétinement du bétail. Il est très résistant à la sécheresse, préférant les sols calcaires. Dans les climats extrêmement secs et venteux, il apparaît dans les rochers. Il survit dans les zones désertiques avec des précipitations annuelles de 200   mm.
La plante prospère dans les forêts sèches et les arbustes, sous le chêne kermès, le chêne vert, le pin d'Alep et le genévrier. C'est une plante très rustique, qui occupe des sols pauvres, graveleux et très érodés. Avec les ajoncs et les chardons, il est des dernières espèces à disparaître dans les zones surexploitées. Ils ont une valeur inestimable pour les petits oiseaux pour les fruits, comme protection et ou support pour leurs nids. L'espèce est très importante pour les oiseaux du désert car ses fruits ont une forte teneur en eau. Le fruit peut causer la mort chez les mammifères, mais il est consommé par les fourmis et les oiseaux.

## Voir également
- Forêts, forêts et garrigues méditerranéennes

## Liste des sous-espèces
Selon BioLib (4 avril 2019) et Tropicos (4 avril 2019) :
- sous-espèce Rhamnus lycioides subsp. oleoides (L.) Jahand. & Maire

Selon Catalogue of Life (4 avril 2019) :
- sous-espèce Rhamnus lycioides subsp. atlantica (Murb.) Jahandiez & Maire
- sous-espèce Rhamnus lycioides subsp. borgiae
- sous-espèce Rhamnus lycioides subsp. graeca (Boiss. & Reuter) Tutin
- sous-espèce Rhamnus lycioides subsp. laderoi Rivas Mart. & J. M. Pizarro
- sous-espèce Rhamnus lycioides subsp. lycioides

Selon NCBI (4 avril 2019) :
- sous-espèce Rhamnus lycioides subsp. oleoides (L.) Jahand. & Maire

Selon The Plant List (4 avril 2019) :
- sous-espèce Rhamnus lycioides subsp. graeca (Boiss. & Reut.) Tutin
- sous-espèce Rhamnus lycioides subsp. oleoides (L.) Jahand. & Maire
- sous-espèce Rhamnus lycioides subsp. velutina (Boiss.) Tutin